# ガンプラくん
『ガンプラくん』は、ガンダムシリーズのプラモデル・ガンプラの販促キャラクター。
世界中にプラモデルの楽しさを伝えるというコンセプトで2021年より展開し、2022年3月にはテレビ特別編を放送している。

## 未確認規格ランナー
バンダイホビーセンターの生産ラインから現れた未確認規格のランナー。二頭身のガンプラでランナー未組立状態から変形できる。
- ガンプラくん - 三浦千幸

RX-78-2 ガンダムがモデル。ガンプラの楽しさを伝える使命に燃えているが暑苦しい。Vアンテナには安全基準フラッグが付いている。
- ザクプラくん - 社本悠

MS-06 ザクIIがモデル。ガンプラくんを優しくサポートする。
- シャアザクくん - 虎島貴明

シャア専用ザクIIがモデル。プライドが高いが打たれ弱い。
- νガンプラくん - 天﨑滉平

テレビ特別編に登場。νガンダムがモデル。ゆるい性格をしている。
- エアプラくん - 坂本悠里

シーズン2より登場。ガンダム・エアリアルがモデル。コミュ障。
- ジムプラくん - 梶川翔平

シーズン2より登場。RGM-79 ジムがモデル。
- ビルドストプラくん - 天川れみ（LINKL PLANET）

ガンダムビルドメタバース特別編に登場。GAX-X105B ビルドストライク エクシードギャラクシーがモデル。ロボット的な片言喋りをする。
- エールストプラくん - 月野もあ（仮面女子）

ガンダムビルドメタバース特別編に登場。GAT-X105+AQM/E-X01 エールストライクガンダムがモデル。英単語を混ぜて話す。
- ドムプラくん

ガンプラくん劇場に登場。MS-09 ドムがモデル。
- ジオプラくん

ガンプラくん劇場に登場。MSN-02 ジオングがモデル。
- その他のガンプラくんフレンズ
  - アッガイプラくん（通称：アカハナくん）
  - グフプラくん
  - ボールプラくん
  - ギャンプラくん
  - ズゴプラくん
  - シャアズゴくん
  - ゼータガンプラくん
  - ダブルゼータガンプラくん

## PV
YouTube『ガンダムチャンネル』で2021年8月19日に配信。人間の子供・そらくんと共にエントリーグレードRX-78-2 ガンダムを作りながらプラモデルの楽しさを伝える。
『機動戦士ガンダム 水星の魔女』の展開に合わせ、2022年9月から2023年3月まで第2シーズンを配信。『水星の魔女』CM枠でもCMバージョンを放送。
| 話数                           | サブタイトル                         | 配信日         |
| シーズン1                      | シーズン1                            | シーズン1      |
| ------------------------------ | ------------------------------------ | -------------- |
| #1                             | ガンプラくん、子供部屋に立つ！！     | 2021年 8月19日 |
| #2                             | ガンプラくん、道具を準備せよ         | 2021年 8月19日 |
| #3                             | ガンプラくん、用語にこだわる！       | 2021年 8月19日 |
| #4                             | ガンプラくん、ガンダムを語る！       | 2021年 8月19日 |
| #5                             | ガンプラくん、オレが主役！           | 2021年 8月19日 |
| #6                             | ガンプラくん、宿題をする！           | 2021年 8月19日 |
| #7                             | シャアザクくん、登場！！             | 2021年 8月19日 |
| #8                             | ガンプラくん、パーツを捜索する       | 2021年 8月19日 |
| #9                             | ガンプラくん、散る？                 | 2021年 8月19日 |
| #10                            | ガンプラくん、任務完了！！           | 2021年 8月19日 |
| シーズン2                      |                                      |                |
| #11                            | ガンプラくん、新人現る！！           | 2022年 9月29日 |
| #12                            | ガンプラくん、名前を呼ぼう！         | 10月13日       |
| #13                            | ガンプラくん、物申す！               | 10月27日       |
| #14                            | ガンプラくん、長所を探そう！         | 11月10日       |
| #15                            | ガンプラくん、ガンプラを教える！     | 11月24日       |
| #16                            | ザクプラくんに相談しよう！           | 12月8日        |
| #17                            | ガンプラくん、用語にこだわる！       | 12月22日       |
| #18                            | νガンプラくんに相談しよう！          | 2023年 1月12日 |
| #19                            | エアプラくん、失敗する?!             | 1月26日        |
| #20                            | シャアザクくんに相談しよう！         | 2月9日         |
| #21                            | エアプラくん、卒業試験に臨む！       | 2月23日        |
| #22                            | エアプラくん、卒業おめでとう！！     | 3月9日         |
| 番外編                         | ガンプラくん、ついにガンプラ商品化！ | 4月28日        |
| ガンダムビルドメタバース特別編 |                                      |                |
| 特別編                         | 『ガンダムビルドメタバース』特別編   | 10月20日       |
| ガンプラくん劇場シリーズ       |                                      |                |
| ガンダムシリーズ45周年記念 #1  | ガンプラくん劇場                     | 2024年 12月2日 |
| ガンダムシリーズ45周年記念 #2  | ガンプラくん劇場 哀・戦士編          | 2024年 12月2日 |
| ガンダムシリーズ45周年記念 #3  | ガンプラくん劇場 めぐりあい宇宙編    | 2024年 12月2日 |

### タイアップ曲
「Link to the Future」
歌 - LINKL PLANET
第2シーズンタイアップ曲。
「Color me Happy」
歌 - LINKL PLANET
ガンプラくん劇場エンディング曲。

## テレビ特別編
『ガンプラくん、ガンダムベース攻略戦』
ガンダムベース東京に来たガンプラくんとザクプラくんは、サラリーマンのふみおと出合い、息子とのコミュニケーションのためにエントリーグレードνガンダムを作ろうとするふみおの手伝いをする。

### スタッフ
- 監督 - 三階直史
- 原作（機動戦士ガンダムシリーズより） - 矢立肇、富野由悠季
- シリーズ構成 - 森ハヤシ
- キャラクターデザイン原案 - PansonWorks
- 音楽 - 戸田信子
- 音響監督 - 三間雅文
- 撮影 - 星川洋嗣
- CGディレクター - 三谷文子
- プロデューサー - 田口博丈、井上喜一郎、小林雅士
- 企画協力 - BANDAI SPIRITS
- 音楽協力 - サンライズミュージック
- 制作プロダクション - レイルズ
- 制作協力 - 創通
- 企画・製作 - サンライズ

### キャスト
- ふみお - 片桐仁
- 男の子 - 黒木将盛
- 女子校生A - 森本しずく
- 女子校生B - 杉本真子
- ギャル - ほせきかのん

### 主題歌
オープニングテーマ「あそぼう V」
エンディングテーマ「歌 V」
作詞・作曲 - トータス松本 / 歌 - ウルフルズ（ビクターエンタテインメント）
2曲とも『ズ盤』に収録。

### 放送局
- テレビ東京系6局ネット 2022年3月21日 10:05-10:35
- TOKYO MX 2022年3月29日 22:29-23:00
- BS11 2022年3月26日 19:00-19:30
- YouTube ガンダムチャンネル 2022年3月26・27日限定配信[3]

## 雑誌連載
『初めてのガンプラ、作ってみた！！』
宝島社メンズファッション誌『smart』で2021年10月号より連載開始。ガンプラを作ったことがないゲストが登場し、ガンプラくんとザクプラくんがナビゲーターとなる。

## ガンプラ
- 『smart』2022年9月号で、『1/1 ガンプラくん[ペインティングモデル]』が付録として初のガンプラ化。プラスチック代替製品となる石灰石を主原料とするLIMEX（ライメックス）と呼ばれる新素材で成形している。
- 2023年4月に『1/1 ガンプラくんDXセット(ランナーVer.再現パーツ付き)』が一般店頭販売。ランナー状態でもディスプレイ可能。LIMEXに多色成形が実現されていることは史上初となる。
- ガンダムメタバース内ショップで『1/1 ザクプラくん』を販売。伊藤園賛同のもと緑茶飲料（『お〜いお茶 緑茶』）製造工程で排出される茶殻を茶殻リサイクルシステムによりアップサイクル配合した茶殻配合樹脂を約20%使用しているため、ほのかにお茶の香りがする。
- 2023年9月発売の『一番くじ 機動戦士ガンダム ガンプラ 2023』でH賞『1/1 ガンプラくん』。
- 『1/1 ガンプラくん(ガンプラくん劇場イメージカラー)』2024年12月発売。
- 『1/1 ザクプラくんDXセット(ランナーVer.再現パーツ付き)』2025年5月発売。
- 『1/1 シャアザクくんDXセット(ランナーVer.再現パーツ付き)』2025年6月発売。